# 麦教猛
麦教猛（1966年2月—），男，汉族，广东雷州人。华南师范大学政治系政治教育专业毕业，暨南大学产业经济学硕士学历。

## 生平
1984年9月，考入华南师范大学政治系政治教育专业学习。1986年12月加入中国共产党。1988年7月参加工作。
1997年11月，任湛江市赤坎区代区长（1998年4月转正）。2003年7月，任中共赤坎区委书记。2007年1月，任湛江市政府副市长、中共赤坎区委书记。2008年12月，任中共湛江市委常委、秘书长。2011年12月，任中共湛江市委副书记、政法委书记，市社工委主任。2013年4月，任惠州市代市长（5月转正）。2018年2月24日，当选为第十三届全国人大代表。2018年5月，任广东省工商行政管理局局长、党组副书记。2018年10月，转任机构改革后的广东省市场监督管理局局长。2022年4月，麦教猛因为涉嫌严重违纪违法，接受广东省纪委监委纪律审查和监察调查。
2022年9月29日，被广东省人大常委会罢免全国人民代表大会代表职务，2022年10月30日代表资格终止。